# A (テレビ番組)
『A』（エー）は、2005年4月17日から6月26日まで日本テレビ系列全国30局（クロスネット局の福井放送、テレビ大分、テレビ宮崎含む）ネットで放送されていた日本のバラエティ番組である。放送時間は毎週日曜日の19時58分から20時54分（JST）。

## 概要
久米宏にとっては2004年3月の『ニュースステーション』（テレビ朝日）終了以来1年振りにテレビに復帰した番組でもあった。また、日本テレビでは1985年3月まで放映の『TVスクランブル』以来ちょうど20年ぶりのレギュラー番組である。司会は他に松浦亜弥など。インターネットの回線をつかって、アジアの話題をアジアの人たちと共に提供するコンセプトだった。ちなみに久米が番組の記者会見で番組名の“A”は“あやや”のイニシャルの“A”であると語ったが、正しくはアジアの「A」である。ただし、番組内の話題として登場した国・地域は韓国、中国、台湾、タイのみであった。
タイトルロゴの「A」は、「人」と漢数字の「一」を合わせたデザインだった。「新しい人への一歩」という意味である。
放送回数は全11回、平均視聴率は7.6%（ビデオリサーチ 関東地区調べ）で放送期間は2ヶ月9日間だった。キー局制作レギュラー番組としては『自信回復TV 胸はって行こう!』、『週刊!特ダ～ネ家族!!』に次ぐ歴代3位の短い記録である。また、この枠での11回放送は1968年放送の『進め!青春』と同じ回数で、1981年放送の『日曜8時!ドパンチ放送!!』の8回に次ぐワースト2位であった。

## 視聴率
関東地区では全11回放送中9回、日曜20時枠の中で最も低い視聴率を記録した。内容も当初の趣旨から離れ、企画変更に伴うプロジェクト企画をメインにしたり、番組の根幹であるはずの出演者と情報会員のインターネットでの会話シーンをカットしたりするなど大幅な方針転換を行った。
また、放送当時の2005年は「竹島の日」の制定による日韓不和や、中国における反日暴動の拡大等で極東アジアで日本の外交関係が良好とは言い難い状況で、番組のテーマの「楽しいアジアの話題」が受け入れられづらかった。
一部報道によれば、久米が番組スタッフに降板の意思を示し6月19日放送分の視聴率の結果で判断することとなり、視聴率は回復しなかったため降板が決定したとされる。久米の降板により番組の打ち切りも決定し、その時点で収録されていた6月26日分を放送してそのまま終了となった。
視聴率を上げるために投入した松浦のスケジュールが合わないために生放送でなく、録画放送だった。
関東地区・関西地区での主な視聴率の記録は以下の通り（ビデオリサーチ調べ）。
- 関東地区での最高視聴率：10.3%（5月15日放送分）
- 関東地区での最低視聴率：4.7%（6月5日放送分）
- 関西地区での最高視聴率：8.5%（4月17日放送分・初回）
- 関西地区での最低視聴率：3.8%（6月26日放送分・最終回）

## 出演者

### 司会
- 久米宏
- 松浦亜弥

### レギュラー
- 土田晃之
- 夏木マリ
- 山口智充（DonDokoDon）
- 若槻千夏
- オセロ
  - 中島知子
  - 松嶋尚美

## コーナー
5月1日放送分までの3回は番組内容が3コーナーに分けられていたが、5月8日放送分以降はこの区分は無くなった。これにより、一部では番組の方向性が見えにくくなったといわれる。また、5月22日放送分以降はプロジェクト企画がメインとなった。

### 5月1日放送分まで
今週の「A」ニュース
番組開始当初のメインコーナー。各国・各地の情報会員が主として三つの話題を提供する。
アジアに聞きたい
アジアな気持ち

### 5月22日放送分以降
Asian Dream Project
ある分野で成功したい日本人がアジア諸国に渡って、現地で自分の夢をかなえるために努力する企画。

## スタッフ
- ナレーター：垂木勉、雨蘭咲木子
- 構成：川原慶太郎
- アドバイザー：詩村博史、豊村剛
- リサーチ：松成鈴代、辻光一郎、横山晋哉、板垣悟司、大野泰平
- TM：福王寺貴之
- TD・SW：米田博之
- カメラ：小林宏義
- 音声：大竹弘一
- 調整：小熊透
- 照明：小川勉
- 美術：小野寺一幸
- デザイン：星野充紀
- 小道具：米山幸市
- 電飾：清水郁子
- 大道具：吉田一浩
- 衣裳：須崎美和
- メイク：奥松かつら
- ロゴ：小柴直之（日本テレビサービス）
- 音効：吉田比呂樹（M-TANK）
- TK：坂本幸子
- 編集：小宮純一（麻布プラザ）
- MA：蜂谷博（麻布プラザ）
- 情報管理：金沢明香
- 広報：神山喜久子
- ホームページ：坂本愛
- ホームページ作成：山田晃子
- 協力コーディネーター：井口高志
- デスク：難波亜矢、池田桂子
- AD：井川真紀
- AP：森田真由美、由淵晴敏
- ディレクター：黄木美奈子、古市誠、畑山あゆみ、須藤拓也、高橋康弘、小松知子、新井三郎、川勝茂、坂本透、田村徳隆、岡元啓一
- 演出：三觜雅人、向笠啓祐、高橋尚樹、納富隆治、田之頭洋一
- 総合演出：雨宮秀彦
- プロデューサー：磯野太/滝川均、青海鉄山、松成鈴代、谷崎聡一郎
- チーフプロデューサー：梅原幹
- 協力：アガサス、フリード、プロポ、One by One、創輝、ザイオン
- 海外制作協力：ワイズメンコミュニケーションズ
- 制作協力：オフィス・トゥー・ワン
- 製作著作：日本テレビ

## 特記事項
巨人戦
たいていのプロ野球のナイトゲームは、18時プレーボールで19時近辺からテレビ中継が始まる。しかし、この番組の開始の頃は2004年の球界再編で失墜したファンの野球人気回復を念頭にした試みとして、巨人戦の試合を17時プレーボールの薄暮デーゲームにし、テレビの編成も30分繰り上げ18時半から19時58分まで放送し、最大延長も20時28分と中途半端な時間に設定されていた。このため、一度も休止されること無く放送されている。
スポンサーの表記
この番組以降、日本テレビの日曜20時台は巨人戦の野球中継や、報道・番組改編期の特別番組時を除いてスポンサーの表示が全てカラーで行われるようになった。現在の『世界の果てまでイッテQ!』でもこの形態が守られている。
現在同じ形態をとっている番組には土曜20時台の『世界一受けたい授業』などがあるほか、BS日テレのプロ野球中継『DRAMATIC BASEBALL』を含む全ての番組でも導入されている。また以前は、同時期に開始した土曜19時台の『世界!超マネー研究所』も同様だった。
なおスポンサーの表示の全面カラー化は2020年8月24日から月曜、火曜20時台や月～金曜の『news zero』にも追加で導入し(報道番組では初)、2020年9月29日以降は全ての時間帯にも導入している(『Oha!4 NEWS LIVE』や『ぶらり途中下車の旅』などの関東ローカル枠でも適用)。